# Hartmut Dudde
Hartmut Dudde (* 1962 in Karlsruhe) ist ein ehemaliger Leitender Polizeidirektor bei der Polizei Hamburg. Er war Leiter der Bereitschaftspolizei Hamburg und späterer Leiter der Direktion Einsatz, seit 2016 Chef der Direktion Polizeikommissariate und der Verkehrsdirektion und von 2018 bis Mai 2022 Leiter der Schutzpolizei. Zudem war er Gesamtpolizeiführer des umstrittenen Polizeieinsatzes beim G20-Gipfel in Hamburg 2017.

## Leben
Dudde absolvierte ab 1984 die dreijährige Fachhochschulausbildung für den gehobenen Polizeivollzugsdienst. Es folgten Tätigkeiten als Reviereinsatzführer in Bergedorf und Billstedt. Bis 1995 absolvierte er die Ausbildung für den höheren Dienst. Es schlossen sich Verwendungen in Stabsbereichen der Polizeidirektionen Mitte und West an. Später leitete er zwei Jahre lang das Polizeikommissariat in Altona und das Lagezentrum im Führungs- und Lagedienst. 2005 wurde er Abteilungsführer der Hamburger Landesbereitschaftspolizei.
Der damalige Innensenator Michael Neumann (SPD) berief Dudde im Jahr 2012 als Nachfolger von Peter Born zum Chef der Direktion Einsatz. Er organisierte in dieser Funktion innerhalb und außerhalb Hamburgs polizeiliche Großeinsätze.
Im Jahr 2016 wurde Dudde Chef der Polizeikommissariate und der Verkehrsdirektion. Seit April 2016 war Dudde Gesamteinsatzführer der Polizei beim G20-Gipfel in Hamburg 2017.
Im Mai 2018 wurde Dudde zum Chef der Hamburger Schutzpolizei ernannt. Im Mai 2022 verabschiedete die Polizei ihn aus dem Dienst, zum Jahresende ging er in den Ruhestand.

## Einsätze
Dudde wird häufig mit dem Begriff der „Hamburger Linie“ in Verbindung gebracht, unter der insbesondere Linke ein hartes Vorgehen der Hamburger Polizei verstehen. Vereinzelt wurden Polizei-Einsätze, an denen Dudde beteiligt war, im Nachgang gerichtlich für rechtswidrig erklärt. Dudde war bei diesen Einsätzen jeweils Leiter eines Einsatzabschnitts, die Gesamteinsatzführung hatte er dabei jedoch nicht inne.
Bei einer Kundgebung am 15. Dezember 2007 gegen die Strafbarkeit der Bildung terroristischer Vereinigungen mussten die Veranstalter den Marsch vorzeitig  abbrechen, nachdem Polizeikräfte in die Demonstrationsspitze eingedrungen waren. Die „einschließende Begleitung“ des Protestzugs durch ein mitmarschierendes teilweise mehrreihiges Spalier von rund 1000 Polizisten hatte einen Wanderkessel erzeugt. Dudde war Polizeiführer vor Ort, angeordnet hatte die Maßnahme jedoch der Gesamteinsatzleiter. Sie wurde später vom Hamburger Verwaltungsgericht als rechtswidrig gerügt. Die bei einer im  Juli 2008 zu einer Demonstration bezüglich der Roten Flora verhängte Auflage Duddes, dass Transparente und Plakate mit einer Gesamtlänge von über 150 cm flächenmäßig nur frontal zur Marschrichtung getragen werden dürfen, nicht aber längs der Außenseiten des Aufzuges, wurde vom Verwaltungsgericht Hamburg als unverhältnismäßig und somit rechtswidrig eingestuft.